# آيت اوشن (آيت إسماعيل)
آيت اوشن هو دُوَّار يقع بجماعة تاكلفت، إقليم أزيلال، جهة بني ملال خنيفرة في المملكة المغربية. ينتمي الدوّار لمشيخة آيت إسماعيل التي تضم 4 دواوير. يقدر عدد سكانه بـ 547 نسمة حسب الإحصاء الرسمي للسكان والسكنى لسنة 2004.

## وصلات خارجية
- البوابة الوطنية للجماعات الترابية
- المندوبية السامية للتخطيط